# Яремчук Василь Максимович
Василь Максимович Яремчук (31 січня (13 лютого) 1910, Гулівці — 27 квітня 1991) — учасник партизанської боротьби в Україні під час радянсько-німецької війни, командир партизанського загону імені Кармалюка, Герой Радянського Союзу.

## Біографія
Народився 13 лютого 1910 року в селі Гулівцях (нині Калинівського району Вінницької області) в селянській родині. Українець. Член ВКП (б) з 1932 року. Працював у сільському господарстві. У серпні 1930 року за путівкою комсомолу поїхав на Донбас, працював кріпильником на шахті. Навчався в Харківському педагогічному інституті.
У 1935–1937 роках служив в лавах Червоної Армії. Після демобілізації до 1941 року працював учителем в Новоіванівській середній школі Лозівського району Харківської області.
Коли почалася радянсько-німецька війна, за рішенням Лозівського райкому КП(б)У був направлений на курси підривників, а в серпні 1941 року — в партизанський загін імені Котовського, де очолив підривну групу. Діючи на залізничних ділянках Львів—Брянськ, Гомель—Брянськ з жовтня 1941 по грудень 1942 року пустили під укіс 12 залізничних ешелонів з бойовою технікою та живою силою ворога, підірвав 12 залізничних мостів. 5 грудня група партизанів під керівництвом В. М. Яремчука підірвала Шалигинський цукровий завод. У грудні був поранений і перебував на лікуванні.
Указом Президії Верховної Ради СРСР від 7 березня 1943 року за бойові заслуги перед Батьківщиною в справі організації партизанського руху в Україні Яремчуку Василю Максимовичу присвоєно звання Героя Радянського Союзу з врученням ордена Леніна і медалі «Золота Зірка» (№ 824).
У травні 1943 року Василь Яремчук в складі групи з 12 чоловік був висаджений в тил ворога на територію Житомирської області, де організував диверсії на залізничних ділянках Сарни—Коростень, Сарни—Лунінець. На початку 1944 року його група збільшилася і була перетворена в партизанський загін імені Кармалюка. Командиром загону був призначений В. М. Яремчук. Загін активно діяв в північних районах Рівненської області та в лютому 1944 року з'єднався з частинами Червоної Армії.
У травні 1944 року загін під командуванням В. М. Яремчука знову було десантовано в тилу ворога на територію Польщі, де активно діяв на залізничних ділянках Ряшів—Перемишль, Пшевурек—Розвадів. За час з травня 1943 року по серпень 1944 року, тобто за період до з'єднання з Червоною Армією, загін пустив під укіс 68 залізничних ешелонів з бойовою технікою та живою силою ворога. Було знищено і поранено понад три з половиною тисяч солдатів і офіцерів противника.
У 1948 році В. М. Яремчук закінчив Вищу партійну школу при ЦК КП(б)У і був на педагогічній і господарській роботі. Працював директором середньої школи № 139 у Києві. У 1970 році вийшов на пенсію.

Могила Василя Яремчука

Жив у Києві. Помер 27 квітня 1991 року. Похований на Байковому кладовищі (ділянка № 52).

## Нагороди
Нагороджений двома орденами Леніна, орденами Червоного Прапора, «Знак Пошани», польським Золотим Хрестом ордена «Віртуті мілітарі», медалями.

## Пам'ять
У Києві на будинку середньої школи № 139 по проспекту Валерія Лобановського, 148, директором якої в 1945–1958 роках працював Герой, йому встановлена гранітна меморіальна дошка.
Ім'я В. М. Яремчука вибито на пам'ятному знаку партизанам і підпільникам Вінниччини в сквері М. Козицького в Вінниці.